# Synsepalum laurentii
Synsepalum laurentii är en tvåhjärtbladig växtart som först beskrevs av De Wild., och fick sitt nu gällande namn av D.J.Harris. Synsepalum laurentii ingår i släktet Synsepalum och familjen Sapotaceae. Inga underarter finns listade i Catalogue of Life.